# 155-я улица (линия Восьмой авеню, Ай-эн-ди)
|   |   |   |   |
| · | · | · | · |

|   |   |   |   |
| · | · | · | · |

«155-я улица» (англ. 155th Street) — станция Нью-Йоркского метрополитена, расположенная на линии Восьмой авеню, Ай-эн-ди. Станция находится в Манхэттене, в районе Вашингтон-Хайтс, на пересечении 155-й улицы с Сент-Николас-авеню. На станции останавливаются маршруты A (ночью) и C (круглосуточно, кроме ночи). Экспресс-пути, проходящие под станцией, используются маршрутом A (круглосуточно, кроме ночи). Открыта 10 сентября 1932 года, вместе с другими станциями линии Восьмой авеню (за исключением трёх самых южных, открытых несколько позже).
Станция представляет собой две боковые платформы, расположенные по разные стороны от локальных путей. Имеются мозаики с названием станции, помимо этого на колоннах висят стандартные чёрные таблички с белым названием. Имеется мезонин, где расположен турникетный зал. Когда-то мезонин был во всю длину платформы, но позже он был значительно урезан. Аналогичное расположение путей и платформ имеется на соседней станции 163-я улица — Амстердам-авеню.